# Studebaker

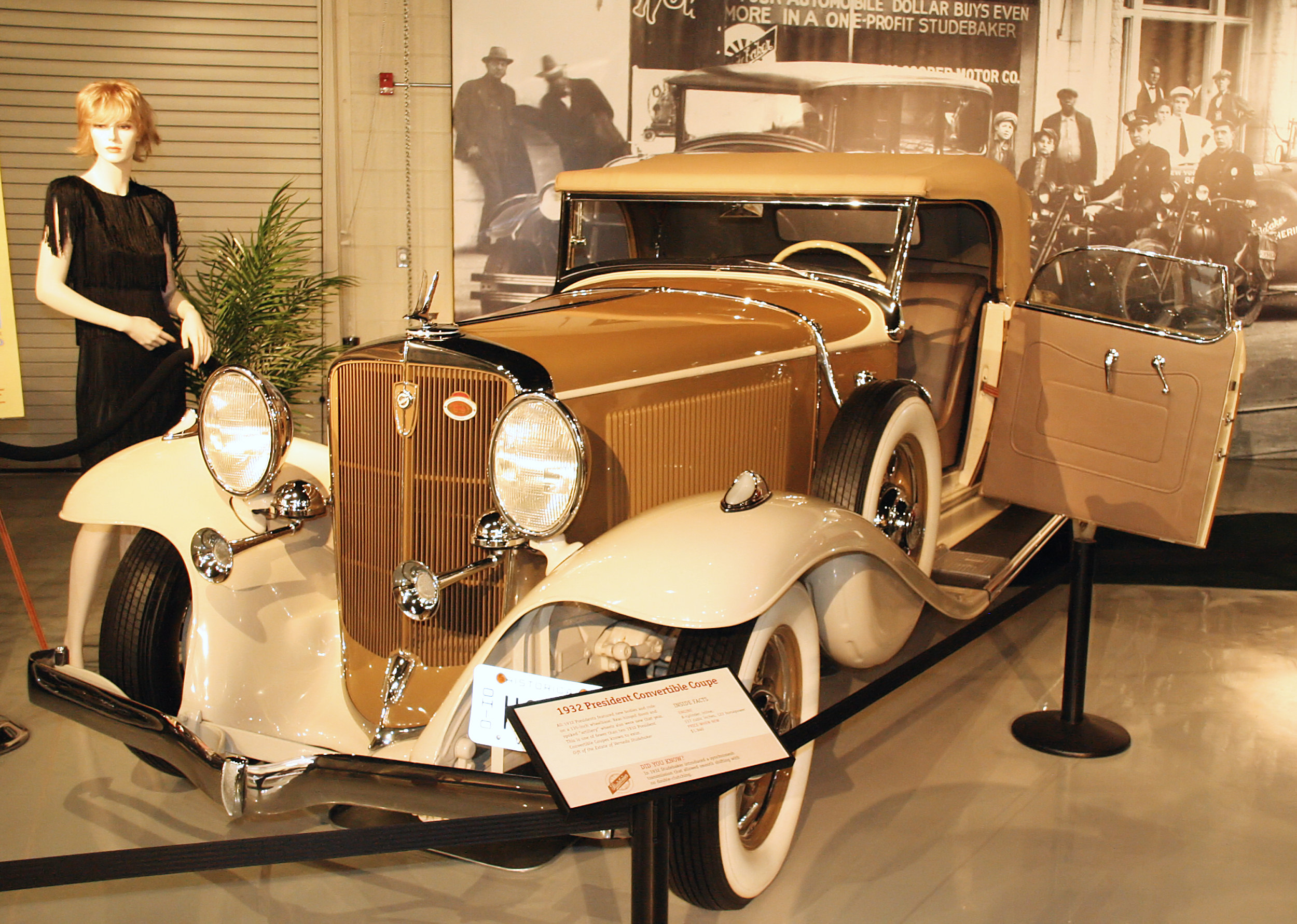
Studebaker President z roku 1932

Studebaker Corporation nebo jednoduše Studebaker byla americká firma zabývající se výrobou nejprve kočárů a později automobilů. Sídlila v městě South Bend ve státě Indiana.

## 1852 až 1922
Společnost Studebaker byla založena bratry Henrym a Clemem Studebakerovými již v roce 1852. Ti se zabývali výrobou kočárů tažených koňmi. Do roku 1875 dosáhl roční obrat 1 000 000 dolarů. Svůj první automobil bratři sestrojili v roce 1902. Byl dodáván skoro po celých Spojených státech amerických v 5 000 prodejních místech. Výroba kočárů a nákladních povozů definitivně skončila o 18 let později v roce 1920. V roce 1922 se roční obrat vyšplhal na 100 000 000 dolarů.

## II. světová válka až 1966
Během druhé světové války firma velmi zbohatla. V jejích továrnách se vyrobilo 260 000 nákladních vozů Studebaker US6, 15 000 obojživelných transportérů a 64 000 pásových vozidel M29 Weasel.

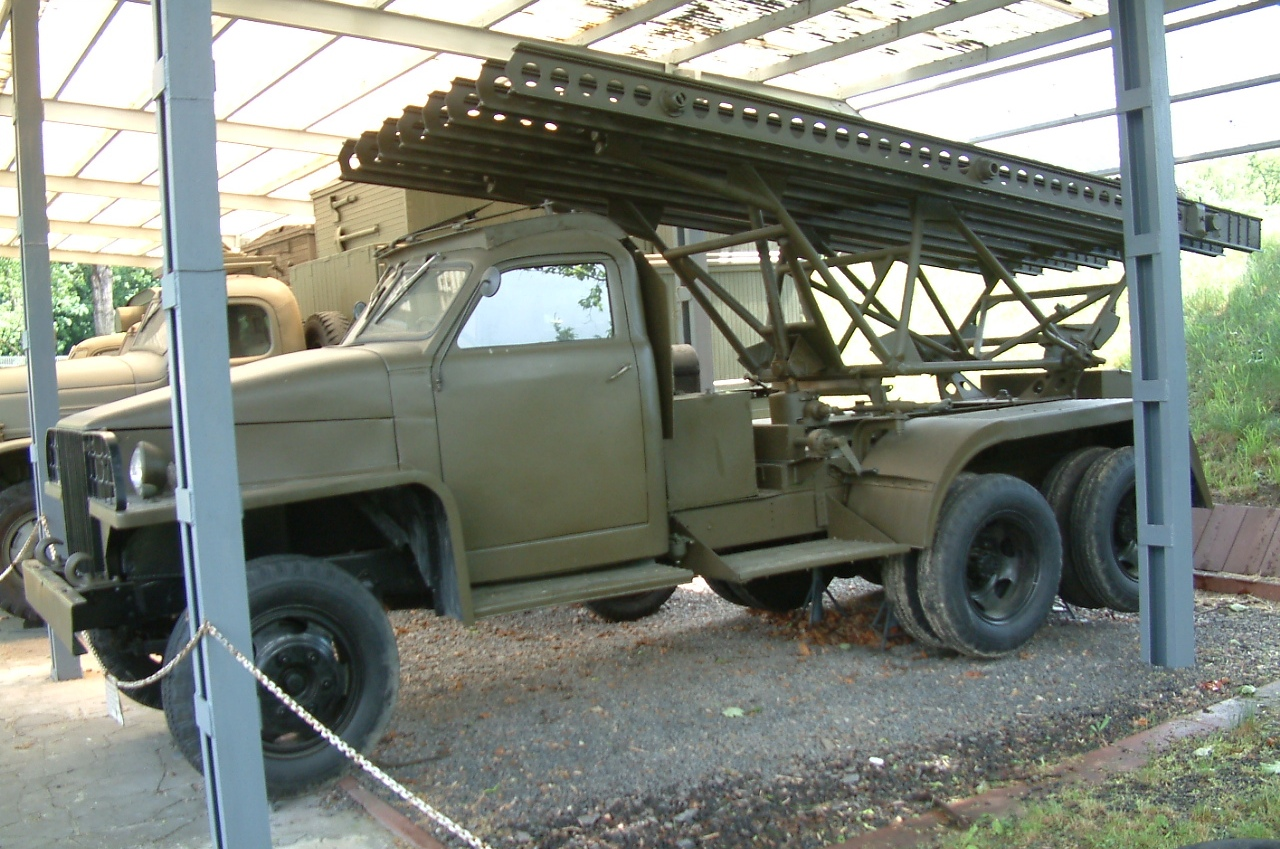
Nákladní vůz Studebaker US6 s nástavbou raketometu Kaťuša

Zatímco jiné automobilky začaly produkci vozů těsně po II. světové válce, zákazníci firmy Studebaker si museli počkat až do roku 1947. Nadále totiž probíhala výroba vozidel Weasel. V modelovém roce 1946 vzniklo pouze 651 vozů. Po druhé světové válce se automobilce vedlo dobře, ale přesto se spojila (1954) s automobilkou Packard, aby mohly lépe konkurovat vozům detroitské „Velké trojky“. To už se ale automobilce přestávalo dařit. Packard zkrachoval již v roce 1958. Automobilku Studebaker měl zachránit poslední model Avanti, ale ten se netěšil velké oblibě. Jako poslední pokus o odvrácení bankrotu firma přestěhovala svou výrobní linku do Kanady. Ani to však nezachránilo firmu před bankrotem. Poslední automobil sjel z výrobní linky v South Bendu 17. března 1966. Tento vůz je uložen v historickém muzeu Studebaker.